# Київський тролейбус
Київський тролейбус — тролейбусна мережа Києва, третя тролейбусна мережа в світі за довжиною ліній, та найбільша в Україні за довжиною та кількістю машин. Рух відкрито 5 листопада 1935 року.

## Історія київського тролейбуса

### Передісторія
У червні 1914 одна лондонська фірма запропонувала київському міському голові І. М. Дьякову побудову «безрейкового» трамваю. Мова звісно йшлася про тролейбус. Йшлося про те, що будівництво тролейбусу, обійдеться у 5 разів дешевше (хоча також не було враховано кошти на ремонт дороги та покриття полотна асфальтом). Але через брак досвіду роботи з такими лініями і через війну, мова про тролейбус у Києві зайшлася лише в 1935 році, після перенесення столиці УРСР із Харкова. За першим проектом, тролейбус мав піти за маршрутом колишнього трамваю № 2: пл. ІІІ Інтернаціоналу — Хрещатик — вул. Леніна — вул. Пирогова — бульв. Тараса Шевченка — вул. Комінтерну — Залізничний вокзал. Тоді було відправлено делегацію до Москви. Питання з постачанням рухомого складу було вирішено — москвичі погодилися відсилати кузови тролейбусів, а збиратися останні мали на заводі ім. Домбаля (нині — КЗЕТ). Рух мав відкритися до річниці Жовтневої революції, але численні зміни в проекті спричинили запізнення.

### Довоєнний період
Рух першою в Києві та Україні (другою в СРСР) тролейбусною лінією було відкрито 5 листопада 1935 року о 17:00. Вартість проїзду в один кінець коштувала 25 копійок. 4 тролейбуси моделі ЛК-5 відкрили рух за маршрутом: Завод ім. Домбаля — вул. Червоноармійська — майдан ім. Льва Толстого — вул. Червоноармійська — Завод ім. Домбаля. Тоді ж, на території заводу, що служив однією із кінцевих, було розміщено тролейбусне депо, розраховане на 100 машин. Ще наприкінці 1935 року обіцяли відкрити другу чергу тролейбусу. Від площі Толстого тролейбус мали подовжити вулицями Хрещатик, Леніна, Пирогівською, бульваром Шевченка, Комінтерну до залізничного вокзалу. Щоправда в строк не вклалися, але 2 червня 1936 року з 19:00 кияни вже мали змогу проїхатись на тролейбусі до вокзалу.
На початку 1937 року до Києва надійшли перші тролейбуси виробництва ЯАЗ (Ярославський автозавод). Вони дістали назву ЯТБ-1. Це дозволило збільшувати випуск на уже наявному маршруті та забезпечити рухомий склад на лініях, що мали відкритися у цьому році. Щоправда, через те, що тролейбуси робили нашвидкуруч, заводські браки довелося усувати вже в Києві. Перший час, щодня на маршруті ламався кожен другий тролейбус. Згодом почали надходити тролейбуси типу ЯТБ-2. Вони були якісніші, тому певна проблема з рухомим складом урегулювалася, враховуючи наступні зміни у русі:
5 жовтня 1937 стала до ладу третя черга. Вона пролягала від Бессарабського кварталу до пл. ІІІ Інтернаціоналу, тим самим тролейбус повністю покрив вулицю Хрещатик та закриті в 1934 році трамвайні лінії. Через таке розгалуження ліній тролейбуси вже не могли ходити єдиною лінією, тому їх розбили на маршрути:
- 1 Залізничний вокзал — вул. Комінтерну — бульв. Тараса Шевченка — вул. Пирогова — вул. Леніна — вул. Хрещатик — вул. Червоноармійська — завод ім. Дзержинського
- 2 Залізничний вокзал — вул. Комінтерну — бульв. Тараса Шевченка — вул. Пирогова — вул. Леніна — вул. Хрещатик — пл. ІІІ Інтернаціоналу
- 3 пл. ІІІ Інтернаціоналу — вул. Хрещатик — вул. Червоноармійська — завод ім. Дзержинського

Вже на початку 1939 року до столиці УРСР надійшли найновіші на той час тролейбуси — ЯТБ-4. Від своїх попередників вони вирізнялися потужністю. Нових тролейбусів у місті було достатньо, це дозволило перевести ЛК-5 на службовий баланс.
Через велику інтенсивність ділянки від пл. ІІІ Інтернаціоналу до пл. Л. Толстого з 18 вересня 1940 року було введено додатковий тролейбусний маршрут № 4: пл. Л. Толстого — вул. Хрещатик — пл. ІІІ Інтернаціоналу. На лінію виходило 4 тролейбуси. Планувалося подовжити мережу від Хрещатика на Поділ (Володимирським узвозом) та на Печерськ (вул. Кірова). Але тодішні тролейбуси не могли впоратися із такими крутими схилами, тому проекти було відхилено.
Таким чином, станом на 1 січня 1941 року маршрутна мережа виглядала так:
- 1 Залізничний вокзал — вул. Комінтерну — бульв. Т. Шевченка — вул. Пирогова — вул. Леніна — вул. Хрещатик — вул. Червоноармійська — завод ім. Дзержинського
- 2 Залізничний вокзал — вул. Комінтерну — бульв. Т. Шевченка — вул. Пирогова — вул. Леніна — вул. Хрещатик — пл. ІІІ Інтернаціоналу
- 3 пл. ІІІ Інтернаціоналу — вул. Хрещатик — вул. Червоноармійська — завод ім. Дзержинського
- 4 пл. ІІІ Інтернаціоналу — вул. Хрещатик — пл. Л. Толстого

### Під час війни
Тривалий час, після вторгнення німецьких військ у СРСР, тролейбус не припиняв роботи. Але після того, як радянські війська відійшли з Києва 18 вересня 1941 року, вони знеструмили місто, висадивши електростанції у повітря. Деякі очевидці кажуть, що тролейбуси зупинилися посеред вулиць, там, де їх змусила цьому відсутність струму. Після того, як більша частина Хрещатику була підірвана, про відновлення тролейбусу могла йтися яка-небудь мова тільки у разі відновлення контактної мережі. Коли окупанти зрозуміли, що доведеться залишити Київ, вони розібрали всі залишки контактного проводу та вивезли 18 найкращих тролейбусів ЯТБ-4 до Познані, Гдині та Кенігсбергу (по 6 машин до кожного міста). Проте робітники змогли «замаскувати» кілька тролейбусів ЯТБ-1 та ЯТБ-2, тим самим «врятувавши» їх від вивезення.

### Повоєнний період: відбудова
Одразу після визволення Києва від окупантів, була поставлена задача відновити трамвайний рух, тому 1 січня 1944 р. відновилася робота трамваю маршруту № 13. Та через брак електричної енергії у період 1 січня — 20 лютого 1944 р. сталося 1422 перебої електроенергії. Та незважаючи на це паралельно з трамвайними, проводилися і тролейбусні відновлювальні роботи. Згадали про 12 алматинських ЯТБ-4А та через довгостроковість відновлення мережі, 8 тролейбусів наказали передати у Сталіно, а 4 — у Харків. Щоправда, як потім виявилося, вислано було лише 6 тролейбусів, всі — у Харків. Наприкінці 1943 року спецкомісія оглянула вцілілі тролейбуси й дійшла до висновку, що можна відновити 10 із 29 рухомих одиниць (4 із 14 ЯТБ-1 та всі 6 ЯТБ-2). У травні 1944 Трамвайний трест підготував комплексну програму по відновленню електротранспорту протягом 1944–1947 рр.
У 1944 році мала відкритися ділянка пл. Л. Толстого — Завод ім. Дзержинського з 5 машинами рухомого складу. У 1945 р. стати до ладу мали ще 5 машин та ділянка пл. Л. Толстого — Бессарабка — бульв. Т. Шевченка — вул. Комінтерну — Залізничний вокзал. У 1946 році до Києва мали надійти 20 нових машин, а лінію бульваром Т. Шевченка повинні були подовжити Брест-Литовським шосе до парку культури та відпочинку заводу «Більшовик». Лише у 1947 році планували відновити ділянку по Хрещатику та подовжити лінію Брест-Литовським шосе до Верстатобуду. На ці лінії мали вийти ще 30 нових тролейбусів.
Станом на кінець 1947 року маршрутна мережа мала виглядати так:
- 1 пл. Сталіна — Завод ім. Дзержинського
- 2 пл. Сталіна — Бессарабка — Вокзал
- 3 пл. Сталіна — Бессарабка — Верстатобуд
- 4 Вокзал — Завод ім. Дзержинського

Всі ці плани були реалізовані, але в дещо іншому порядку та з меншим випуском на маршрути.

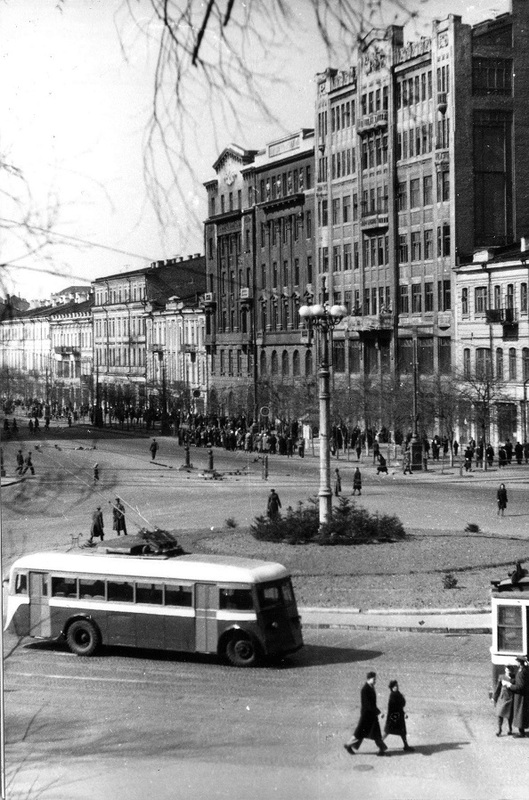
Тролейбус ЯТБ-4 на Європейській площі (тоді площа Сталіна), 1940-ві

З 30 червня 1944 року Трамвайний тест перейменовано на Київське Трамвайно-Тролейбусне Управління (КТТУ). Вже 2 листопада 1944 року було проведено пробний рух на ділянці пл. Толстого — Завод Дзержинського. Рух відкрили 4 тролейбуси ЯТБ, що після списання ЛК-5 перенумерували починаючи від 1. Проїзд становив 1 крб., перевезення багажу заборонено. Взимку електротранспорту знов бракувало електрики. Випуск обмежували вже 3-ма машинами. Згідно з розпорядженням Міської Ради від 1 квітня 1945 року тролейбусний маршрут поділили на дільниці, тому пасажири, що їздили на коротші дистанції платили 50 коп. замість 1 крб.
28 квітня 1945 року було відновлено ділянку від пл. Толстого до Вокзалу, та всупереч плану по вул. Леніна, а вже 29 квітня о 14:00 мешканці міста мали змогу проїхатись на подовженому маршруті, але тролейбуси від площі Льва Толстого до Заводу Дзержинського певний час не переставали курсувати. Паралельно з відбудовою самого Хрещатика велася відбудова лінії по центральній вулиці міста. Рух за маршрутом № 2 пл. Сталіна — Вокзал відновлено 18 вересня 1945 р. На лінію виходили 5 тролейбусів. Так відновили довоєнну мережу.
Навесні 1945 року до Києва надійшли 4 тролейбуси MAN, що Аугсбурзький завод виготовляв спеціально для Чернівців. Це поповнення було дуже доречним враховуючи, що з 12 відновлених ЯТБ-1 та ЯТБ-2 лише 7 були в робочому стані.
У зв'язку з «впорядкуванням проїзду по магістральних вулицях Велика Житомирська, Львівська, Дорогожицька, Осіївська» та зняття з них трамвайних колій, у 1946 р. планувалося відкрити тролейбусний рух по вище перерахованих вулицях. Та через катастрофічний брак рухомого складу завод ім. Дзержинського організував виробництво тролейбусних кузовів. в період 1946–1947 рр. до Києва мало надійти 80 нових тролейбусів. Для відкриття нової лінії достатньо було 15 нових машин. Та через брак коштів ні тролейбусів ні нового маршруту кияни в цьому році не побачили.

#### МТБ-82М
У квітні 1947 року до Києва прибули перші 5 машин МТБ-82М. Вони отримали № 1, 2, 3, 5, 6. Машина № 1 була повністю готова до експлуатації, тому 29 квітня 1947 р. водій С. Сюськін вийшов на ній на 2-ий маршрут. Впродовж цього року до міста надійшло ще 27 тролейбусів цього типу. Через таке несподіване поповнення, Київ у жовтні 1947 року безкоштовно передав 4 тролейбуси MAN до Дніпропетровська, для відкриття там маршрутної мережі.

### Лук'янівська лінія
Поповнення рухомого складу дозволило 25 вересня 1947 відкрити маршрут на найнапруженішій у той час в місті ділянці: пл. Сталіна — пл. Л. Толстого. Ця лінія отримала 3-й номер. На маршрут випускали 3 тролейбуси і направлений він був на розвантаження «двійки», на яку, в свою чергу, випускалось не менше 10 машин. Також поповнення тролейбусного парку вимусило Завод ім. Дзержинського поступитися територією заводського складу, на користь тролейбусного депо.
Водночас інтенсивно велося будівництво вищезгаданої лінії на Лук'янівку. У жовтні 1947 року завершилося асфальтування доріг по вул. Дорогожицькій, що уможливило облаштування розворотної петлі поруч із буд. № 75. Спершу планувалося, що розворот мав бути у кварталі вул. Академіка Ромоданова — вул. Осіївська — вул. Ново-Овруцька, як раніше розвертався трамвай № 4. Та погане дорожнє покриття унеможливлювало цей варіант. Також нові опори не встигли поставити на кінцевій ділянці, тому довелося встановити тимчасові дерев'яні. Будівництво завершено 20 жовтня, а 6 листопада об 11:00 урочисто відкрито рух за маршрутом № 4: Урядова пл. — Кабельний завод. Випуск становив 5 тролейбусів.

### Реконструкція центру та нові тролейбуси
1947 року реконструкція центру міста була у розпалі, не оминула відбудова й зміни у тролейбусному русі. Тимчасово було припинено рух тролейбусів до заводу ім. Дзержинського та закрито маршрут № 1. І якщо на Хрещатику ремонтні роботи завершились, то на Червоноармійській питання лишалося відкритим. Ще до війни планувалося перенести трамвайні колії на вул. Горького. Це означало, що на тролейбус покладений, весь зростаючий та найнапруженіший тоді у місті, пасажиропотік, відповідно — вимагалася злагоджена й чітка робота машин на маршруті. А зважаючи на те, що вул. Горького не настільки широка та містка, якість перевезень суттєво погіршилася б. Та лінію на Горького добудували лише до вул. Димитрова. А це означало, що практично весь пасажиропотік припадав на відновлений невдовзі тролейбусний маршрут № 1.
Наприкінці 1947 року, після прибуття останнього МТБ-82М, до Києва почали надходити перші тролейбуси типу МТБ-82Д. У порівнянні із своїми попередниками, МТБ-82Д мали лише технічні вдосконалення, зовнішній вигляд майже не змінився. Пасажирам тролейбуси цієї моделі сподобалися, особливо кватирками, що могли кріпитися у напіввідкритому вигляді. Ці моделі щороку до міста постачалися масово, тому 1 липня 1949 року плановий випуск становив 33 тролейбуси, що у порівнянні з 1947 року більш ніж у двічі більше, але незважаючи на такий ріст рухомого складу, маршрути були переповненими. З метою збереження у робочому стані рухомі одиниці на тролейбусах маршруту № 2 могло одночасно їхати 40 пасажирів, а на маршрутах № 3, 4 — 50 (10 — стоячи). Через передні двері водій мав право впускати лише одного пільговика за зупинку.
Маршрути станом на 1 січня 1948 року:
- 1 Завод ім. Дзержинського — пл. Л. Толстого
- 2 пл. Сталіна — Зал. Вокзал
- 3 пл. Сталіна — пл. Л. Толстого
- 4 пл. Калініна — Кабельний завод (Лук'янівка)

### Нововведення кінця 1940-х
З 5 вересня 1948 року, маршрути № 1, 3 об′єдналися у єдиний № 1, що курсував від пл. Сталіна до Заводу ім. Дзержинського. Згодом маршрут № 3 час від часу відновлювався, коли у ньому виникала потреба, щоправда він працював лише у час пік.

#### Нові маршрути
Ну а будівництво тролейбусних ліній тривало. Навесні 1948 року затверджено план будівництва нової лінії до Повітрофлотського шосе по бульв. Шевченка від пл. Л. Толстого. Відкриття планувалося 1 липня, але вже традиційно відбулося 6 листопада о 14:00. Новий маршрут отримав 5-ий номер. Випуск становив 6 машин. Довжина мережі тепер становила 31,8 км, а тролейбусний парк того ж року поповнився 34 одиницями рухомої техніки. Протягом 1949 року до міста надійшло ще 40 тролейбусів, що дозволило списати всі 18 неробочих ЯТБ. Поповнення парку покладало початок нових тролейбусних ліній та маршрутів. Так у 1949 році планувалося побудувати лінії Брест-Литовським шосе до вул. Польової, лінію вул. Кірова до вул. Левашовської, лінія до Аеропорту, подовження № 1 до Автостради та лінія до Наводницького мосту через Автостраду і навіть лінія до Залізничного перетину по Старо-Житомирському шосе. Планувалося також будівництво другого парку в районі трамвайного депо ім. Леніна. Велика кількість рухомих одиниць спричинила розширення тролейбусного парку за рахунок водонасосної станції та м'ясокомбінату.
11 червня 1949 року відбулося урочисте відкриття нової лінії від Повітрофлотського шосе до вул. Польової. Туди подовжено маршрут № 5, а також відкриті маршрути № 6 (Завод ім. Дзержинського — вул. Польова), що через свою нерентабельність з часом був закритий, та № 7 (пл. Сталіна — вул. Польова). А вже 26 червня маршрут № 1 офіційно був подовжений до Автостради. Також, з метою розвантаження Червоноармійської, був відкритий маршрут № 8: Автострада (Сталінка) — вул. Червоноармійська — вул. Хрещатик — вул. Леніна — вул. Пирогова — бульв. Т. Шевченка — вул. Комінтерну — Зал. Вокзал. Водночас тролейбусну мережу реконструювали на бульварі Шевченка, вул. Червоноармійській та у тролейбусному депо.
Станом на 1 січня 1950 року маршрутна мережа набувала такого вигляду:
- 1 Автострада (Сталінка) — пл. Сталіна
- 2 Зал. Вокзал — пл. Сталіна
- 4 пл. Калініна — Кабельний завод
- 5 пл. Толстого — вул. Польова
- 7 пл. Сталіна — вул. Польова
- 8 Автострада (Сталінка) — Зал. Вокзал

### 1950-ті у історії київського тролейбусу
13 січня 1950 року була відкрита нова лінія Брест-Литовським шосе від вул. Польової до Залізничного перетину якою пішов подовжений № 5, а потім і № 7.
З 9 квітня 1950 року, через більше навантаження на частину шосе від Польової вулиці до центру, був відкритий маршрут № 6, що дублював трасу попередньої «п'ятірки» (вул. Польова — пл. Л. Толстого).
Паралельно, 1 квітня та 26 червня були відповідно відкриті літні маршрути № 9 (пл. Толстого — Сталінка, 5 машин) та № 10 (пл. Толстого — Залізничний вокзал, 6 машин). Останній із них постав приводом для підвішування на бульварі Шевченка (від вул. Пирогова до вул. Комінтерну) другої пари дротів, адже через дуже часті інтервали ті перегрівались.
5 листопада 1950 року, після відновлення Сталінського віадуку тролейбуси маршруту № 1 пішли за подовженою трасою до Клубу ім. Фрунзе. А з 31 грудня 1950 року, опісля завершення будівництва лінії Автострадою до Наводницького мосту, був відкритий рух за тролейбусним маршрутом № 11: Клуб ім. Фрунзе — Наводницький міст (Набережна Дніпра). На лінію вийшло чотири тролейбуси. Того ж дня загальна довжина тролейбусної мережі досягнула 41,4 км. Також незадовго до того парк поповнився 51 тролейбусом.
Щоправда, тролейбуси 11-го маршруту не були популярними, оскільки ця лінія не мали прямого зв'язку із центром міста. Тож 15 травня 1951 року маршрути № 10 та № 11 були об'єднані у єдиний № 10: Залізничний вокзал — Наводницький міст. А влітку ходив його скорочений варіант (10к: пл. Л. Толстого — Наводницький міст).

#### Нові лінії: Чоколівка
Райони із новобудовою швидко заселялись, тому треба було сполучати їх із центром міста. Першим таким кроком у тролейбусному господарстві стало відкриття 1 січня 1952 року тролейбусного маршрут № 8: пл. Сталіна — Рибкомбінат. Лінію обслуговувало 6 тролейбусів. Слід зазначити, що слабким місцем маршруту був дерев'яний місток через Либідь, адже повноцінного Повітрофлотського шляхопроводу тоді ще не було. А трохи більше чим через півроку, 15 липня, лінія була подовжена від Рибкомбінату до Аеропорту, що дозволило відкрити маршрут № 9: пл. Сталіна — Аеропорт. На маршрут випустили 7 тролейбусів. До речі з того ж дня на № 8 випускалося також 7 рухомих одиниць.

#### Реорганізація руху в центрі міста
Через напруженість центральних вулиць на деяких маршрутах вводився рух у односторонньому русі. Це такі ділянки:
- Тролейбуси маршруту № 4 у напрямку пл. Калініна рухалися не Михайлівською вулицею, а вулицею Малою Житомирською
- Тролейбуси маршрутів № 2, 7, 8, 9 у напрямку пл. Сталіна вулицею Леонтовича, замість вулиці Пирогова

Також маршрут № 9 був скорочений до вул. Хрещатик і розвертався у кварталі вул. Леонтовича — вул. Леніна — вул. Хрещатик — бульв. Т. Шевченка

#### Нові лінії: Теремки
До весни 1954 року тривало будівництво лінії до Сільськогосподарської виставки. 23 травня був відкритий маршрут № 11: пл. Сталіна — Горіхуватська пл. (Сталінка). На маршрут входило 11 тролейбусів, за рахунок № 1, що став скороченою версією «одинадцятки». Повністю завершилося будівництво нової лінії 22 квітня 1955 року, тоді ж був відкритий маршрут № 12: пл. Сталіна — Сільськогосподарська виставка. При цьому випуск становив 11 машин — за рахунок № 1 (2 тролейбуси), за рахунок № 11 (3 тролейбуси) та за рахунок резерву (6 тролейбусів). Ці маршрути мали підвозити мешканців до щойно відкритої виставки. На допомогу тролейбусу мала прийти трамвайна лінія, проект якої був заморожений через плановий пуск метро (що було відкрите лише у 2011 році).
Станом на 1 січня 1956 року маршрутна мережа у місті виглядала так:
- 1 пл. Сталіна — Клуб ім. Фрунзе
- 2 пл. Сталіна — Зал. Вокзал
- 3 пл. Сталіна — пл. Толстого
- 4 пл. Калініна — Кабельний завод
- 5 пл. Толстого — Залізничне перетин
- 7 пл. Сталіна — вул. Польова
- 8 пл. Сталіна — Рибкомбінат
- 9 вул. Хрещатик — Аеропорт
- 10 Зал. Вокзал — міст ім. Патона
- 11 пл. Сталіна — Горіхуватська пл.
- 12 пл. Сталіна — Сільськогосподарська виставка

### Розвиток у 1960-ті— 1980-ті
1960-ті роки в СРСР були «золотим часом» тролейбусів, не став винятком і Київ. Якщо 1947 року діяло лише 3 маршрути, то у 1970 році — вже 24. Відповідно і кількість тролейбусів зросла до 737. Київ починає випускати власні тролейбуси під такою ж назвою «Київ», всього існувало декілька моделей.

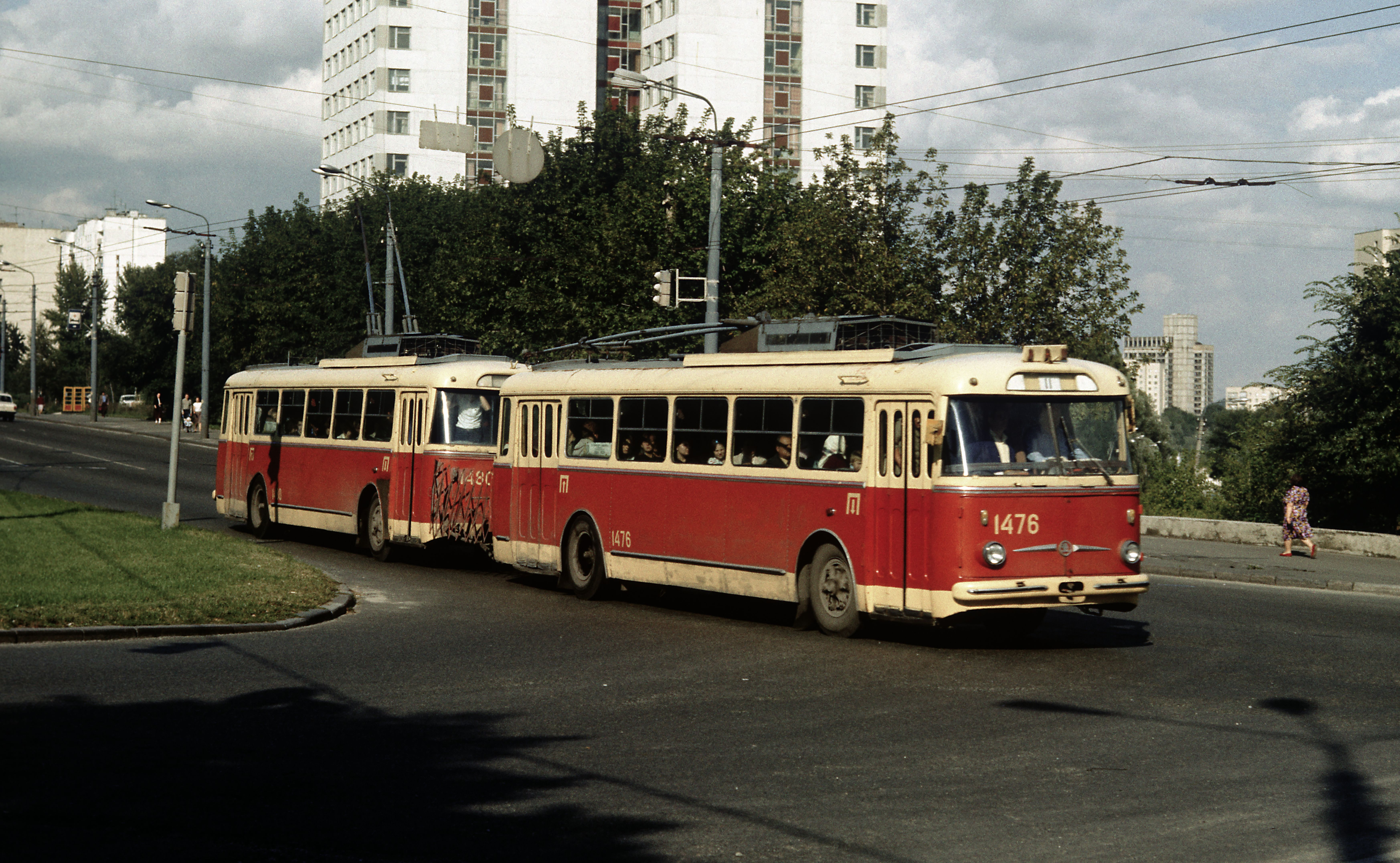
Поїзд з двох тролейбусів Škoda 9Tr з'єднаних за системою Володимира Веклича в Києві (1986)

12 червня 1966 року почалась пробна експлуатація на маршруті № 6 першого у світовій практиці тролейбусного поїзда № 205/84 київського винахідника Володимира Веклича, що складався з двох тролейбусів марки МТБ-82Д. На той час поодинокі тролейбуси не справлялися з пасажиропотоком. Тролейбусні поїзди МТБ набули широкого поширення. Лише у Києві з жовтня 1967 по липень 1968 року було сформовано 48 одиниць за системою багатьох одиниць. Здвоєні тролейбуси на тривалий час стали візитівкою Києва, до якого чимало інженерів приїжджали переймати досвід. Разом із розвитком тролейбусної мережі змінювався і рухомий склад. У 1960 року кияни вперше познайомилися із новими тролейбусами виробництва Чехословаччини — Škoda 8Tr, а з 1962 року почалися закупівлі тролейбусів Škoda 9Tr, що тривали до 1981 року (всього таких тролейбусів було отримано 1220, що є абсолютним світовим рекордом). Також було запропоновано та технічно впроваджено можливість зчеплення двох тролейбусів Škoda 9Tr у поїзди за системою Володимира Веклича. У 1980-ті роки таких поїздів було вже 296. У складі поїздів працювало більше половини парку тролейбусів Києва.
У 1965 році до Києва надійшли тролейбуси ЗіУ-5. Всього було придбано 60 машин, всі вони перебували на балансі тролейбусного депо № 2, причому частина після обкатки одразу поставили до резерву: тоді рухомого складу в місті цілком вистачало. Досить швидко з'ясувалося, що нові машини не пристосовані до крутих київських узвозів, як і їх попередники з київської серії. Тому було вирішено не тільки не продовжувати закупівлі, а віддати перевагу чеським Škoda 9Tr та позбутися від існуючих моделей ЗіУ-5. Впродовж 1969—1970 років усі ЗіУ-5 були передані до Житомира, Полтави та Херсону.

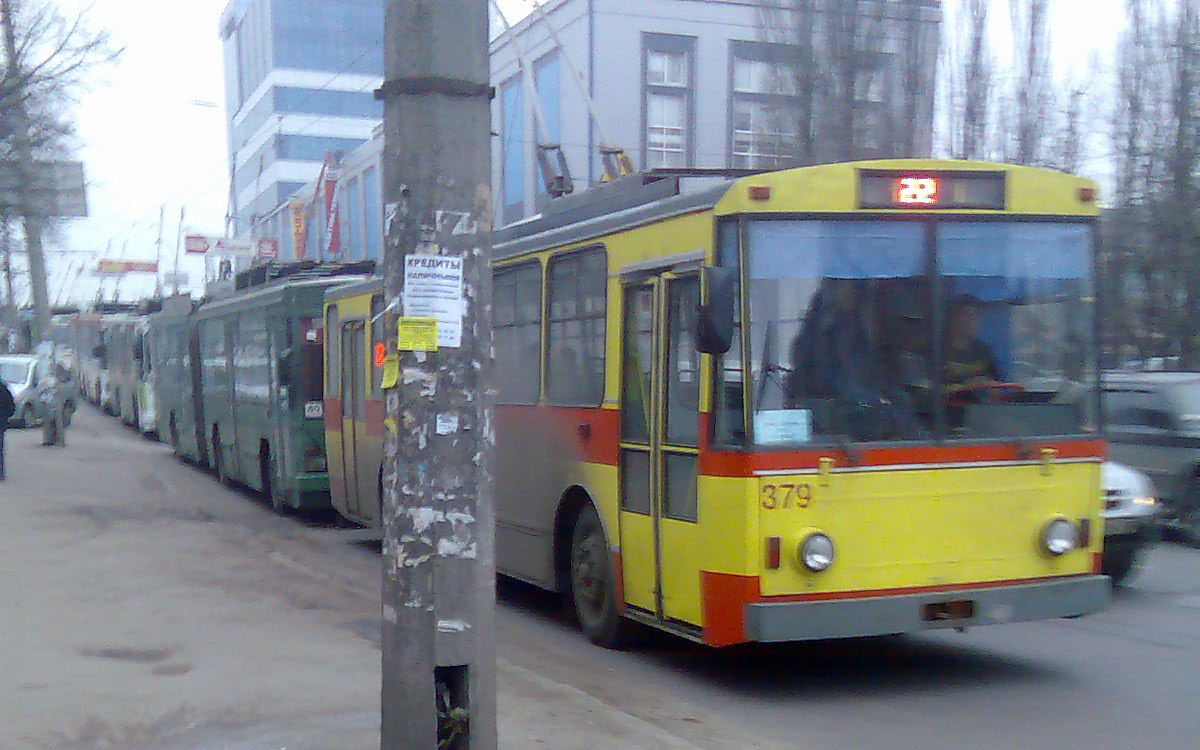
Škoda 14Tr маршруту № 22 на вулиці Вадима Гетьмана

У 1970-х роках дещо уповільнився розвиток тролейбусної мережі — фактично було збудовано лише 4 лінії — по проспекту Чубаря (нині — Відрадний), на житлові масиви Виноградар та Теремки-2 та відгалуження по Сирецькій вулиці. У 1974 році було списано останні вітчизняні тролейбуси МТБ-82 і відтоді аж до 1991 року в Києві парк тролейбусів складали виключно чехословацькі тролейбуси Škoda 9Tr, Škoda 14Tr та Škoda 15Tr, а також, з кінця 1980-х років — румунські DAC E217.

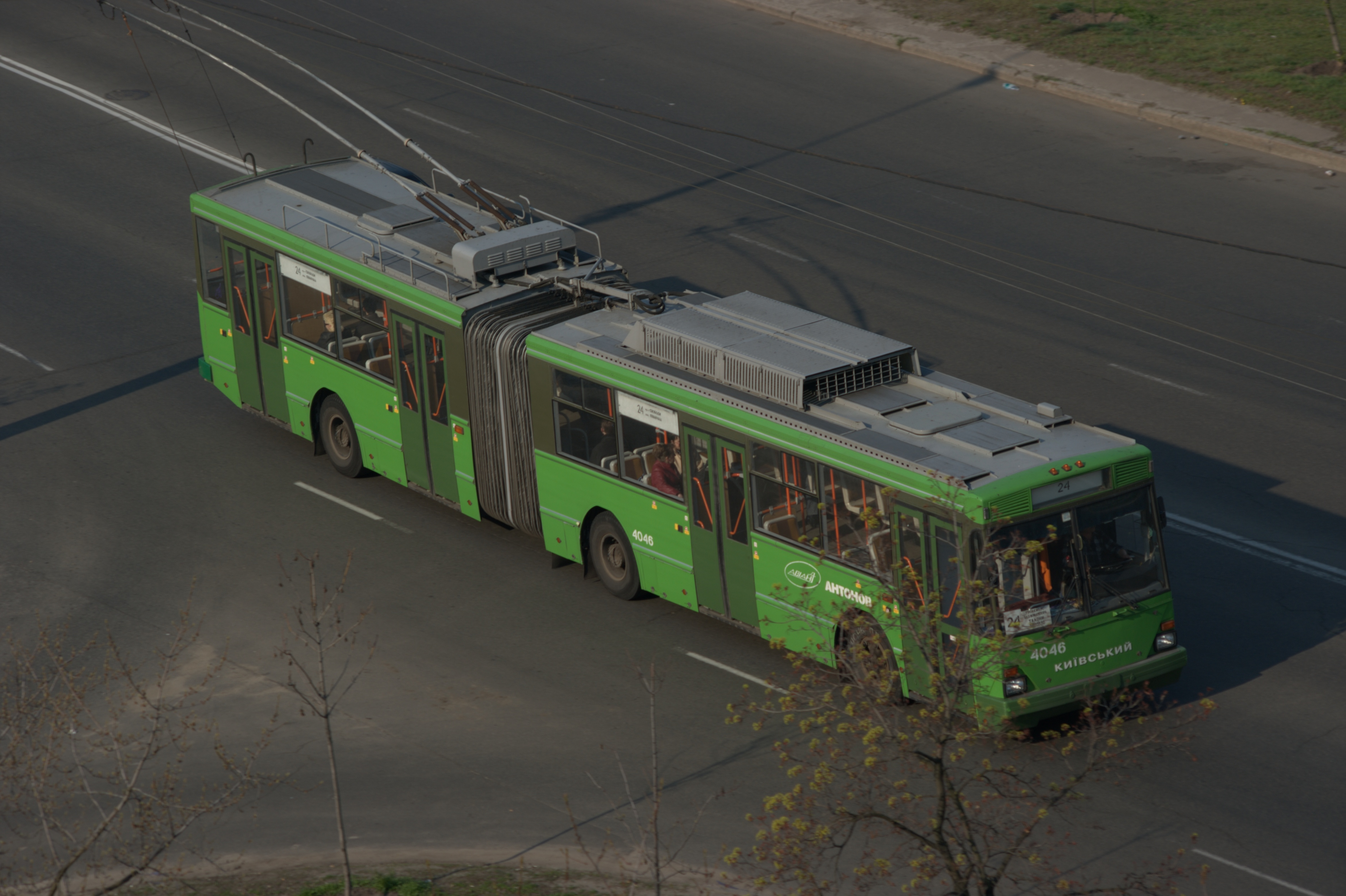
Київ-12.03

У 1980-ті роки було збудовано декілька великих тролейбусних ліній — від масиву Сирець через новий Північний міст вперше тролейбус пішов на новозбудовані лівобережні масиви — Вигурівщину-Троєщину та Райдужний, продовжено лінію проспектом Перемоги у напрямку Святошина та Біличів, а також декілька невеликих ліній. 1984 року було відкрито четверте за ліком Куренівське тролейбусне депо.
Наприкінці 1980-х років протяжність тролейбусної мережі становила близько 280 км, налічувалося 30 тролейбусних маршрутів, парк тролейбусів становив близько 1220 тролейбусів — це була своєрідна вершина розвитку. З'явилися нові чехословацькі та румунські зчленовані тролейбуси Škoda 15Tr та DAC E217.

### У незалежній Україні
На початку 1990-х років з'являються перші ознаки кризи — скорочуються тролейбусні маршрути (врешті-решт до початку 2000-х років майже усі тролейбусні лінії в центральній частині міста було ліквідовано), масово списуються старі тролейбуси в умовах відсутності нових надходжень. Починається випуск власних київських тролейбусів — Київ-11 та Київ-11у, що згодом «перетворяться» на масовіші ЮМЗ-Т1 та ЮМЗ-Т2, але вже виробництва Дніпропетровська. 5 листопада 1993 року, у Києві, перед Палацом «Україна», учасникам урочистих зборів з нагоди 50-річчя визволення м. Києва та усім киянам і гостям столиці був продемонстрований перший зразок нового українського київського тролейбуса Київ-12, розробленого в АНТК імені О. К. Антонова за підтримки Київської міської державної адміністрації. Кузов тролейбуса Київ-12 був виготовлений з легких алюмінієвих сплавів і матеріалів, що застосовувалися в авіабудуванні та дало можливість збільшити ресурс тролейбусів і, в той же час, зменшити вагу їх кузова в порівнянні з аналогічними моделями в середньому на 2,5 т (цей фактор, а також застосування тиристорно-імпульсної системи управління виробництва «Škoda» дозволило знизити енергоспоживання на 7 %). Застосовані алюмінієві та полімерні конструкції кузова мали високу корозійну стійкість, що забезпечувало термін експлуатації без капітального ремонту до 18 років. Зменшення маси тролейбуса за рахунок алюмінієвих конструкцій дозволило збільшити пасажиромісткість салону в порівнянні з існуючими аналогами. Після проведених випробувань цей перший екземпляр у 1994 році переданий на баланс до тролейбусного депо № 3, де йому присвоїли № 3000. Згодом на заводі  «Авіант» був розпочатий випуск його модифікацій: Київ-12.01, Київ-12.03, Київ-12.04 та Київ-12.05.
Число тролейбусів стрімко зменшується і вже за 10 років — на початку 2000-х років, становить близько 500 — менш ніж половину колишньої кількості. Однак в цей час, разом із закриттям ліній в центральній частині міста, продовжується бурхливий розвиток тролейбусної мережі вже на околицях — починаючи з середини 1990-х і до 2005 року було збудовано лінії на масив Оболонь (1995), замість закритих трамвайних ліній була відкрита нова тролейбусна лінія на Солом'янку вулицями Саксаганського та Урицького (нині — Митрополита Василя Липківського) (№ 3, 2001 рік), було пущено замість трамвая тролейбус мостом ім. Патона до Дарницької площі, а також лінії через вулицю Протасів Яр (маршрут № 40, 2004 р.), на масиви Теремки-1 та Лісовий, Микільська Борщагівка, по вул. Академіка Заболотного, Кільцевій дорозі (поблизу Борщагівки), по вулицях Кутузова (нині — вул. Генерала Алмазова) та Московській (нині — вул. Князів Острозьких), по Червонозоряному проспекту (нині — проспект Валерія Лобановського), а також розширилася кількість ліній на масивах  Оболонь, Виноградар та Вигурівщина-Троєщина (2008 р.). Однак в умовах недостатньої кількості тролейбусів всі ці заходи призводили лише до напруження роботи вже діючих ліній(рухомий склад для нових маршрутів просто забирався із тих, що вже існували).
І хоча за цей час (з 1993 по 2005 роки) було придбано 150 тролейбусів ЮМЗ-Т1 та ЮМЗ-Т2, близько 80 тролейбусів київського виробництва Київ-12.03 та близько 60 білоруських тролейбусів МАЗ-103Т (вперше в історії київського транспорту — частково низькопідлогових), цього все одно не вистачало. Також було розпочато модернізацію тролейбусів Škoda 14Tr.
У 2006 році презентували тролейбус марки ElectroLAZ-12. Всього Київ закупив 53 таких тролейбуса. А трохи пізніше — у 2007 році його подовжену версію — ElectroLAZ-20. З 2007 по 2012 роки тролейбусна мережа столиці отримала близько 130 тролейбусів цієї марки. Також у Куренівському тролейбусному депо експлуатується 4 тролейбуси марки Богдан-Е231.
Перед Чемпіонатом Європи з футболу-2012 автобусний завод «Богдан-Моторс» домовився з міською владою про поставку тролейбусів Богдан Т701.10 та Богдан Т901.10. З 2011 по 2014 роки в Києві почали експлуатацію 93 одиничних тролейбусів Богдан Т701.10 та 50 зчленованих тролейбусів Богдан Т901.10.
У квітні 2014 року був відновлений маршрут № 6 за подовженим маршрутом (Майдан Незалежності — Діагностичний центр), а 23 серпня цього ж року було відкрито одразу 3 маршрути: № 9 (ТРЕД № 3, Аеропорт «Київ» — пл. Л. Толстого (нині — площа Українських Героїв); № 15 (ТРЕД № 1, ст. м. «Видубичі» — ст. м. «Палац спорту»); № 33 (ТРЕД № 2, Залізничний вокзал «Південний» — Діагностичний центр (Мінський масив)).
14 червня 2016 року відбулось урочисте відкриття меморіальної дошки винахіднику тролейбусного поїзда Володимиру Пилиповичу Векличу на адміністративній будівлі другого депо.
15 листопада 2016 року скасований маршрут № 21. Паралельно продовжений маршрут № 30 до вул. Кадетський гай по трасі «вул. Милославська —вул. Кадетський гай».
20 грудня 2016 року закритий маршрут № 46. Одночасно продовжені маршрути:
- 1 — від ст. м. «Либідська» до вул. Жилянській по трасі «вулиця Маршальська — вулиця Жилянська»;
- 11 — від ст. м. «Виставковий центр» до вул. Маршальська (нині — вулиця Галини Севрук) по трасі «Музей архітектури і побуту „Пирогово“ — вулиця Маршальська»;
- 50 — від Дарницької площі до ст. м. «Либідська» трасою «вулиця Милославська — ст. м. „Либідська“»;
- 50к — від ст. м. «Дарниця» до Дарницької площі по трасі «вулиця Милославська — Дарницька площа».

З початку січня 2017 року відкрито нічні маршрути:
- 91н: «Залізничний вокзал „Центральний“ — вулиця Милославська»;
- 92н: «Залізничний вокзал „Південний“ — проспект Свободи»;
- 93н: «площа Льва Толстого — вулиця Чорнобильська».

4 грудня 2017 року відкрито маршрут № 19д «вулиця Кадетський Гай — вулиця Юрія Іллєнка (Мотоциклетний завод)» для вивчення попиту жителів Солом'янського та Шевченківського районів в пасажирських перевезеннях.
6 лютого 2018 року маршрут № 1 скорочений до ст. м. «Либідська», а маршрут № 12 продовжено від вулиці Юрія Смолича до ст. м. «Васильківська».
22 лютого 2018 року маршрут № 7 продовжений до площі Льва Толстого по трасі «вулиця Чорнобильська — площа Льва Толстого».
18 серпня 2018 року переорієнтується маршрут № 9 з площі Льва Толстого до ст. м. «Палац спорту» через Залізничний вокзал «Південний».
22 серпня 2018 року вносяться зміни у траси слідування маршрутів №, 16, 23, 91Н та 92Н. А саме:
- тролейбус маршруту № 16 подовжується до вулиці Академіка Туполєва по вулицям Юрія Іллєнка та Академіка Щусєва без заїзду на вулиці Дорогожицька та Ризька;
- тролейбус № 23 відтепер курсують по вулицям Ризька та Дорогожицька замість Академіка Щусєва та Юрія Іллєнка. Кінцеві не змінювались;
- Маршрут 91Н подовжується від проспекту Володимира Маяковського (нині — проспект Червоної Калини) по вулицям Марини Цвєтаєвої (нині — вулиця Олександри Екстер) та Радунській до вулиці Милославської (кінцева тролейбусів № 31, 37);
- Маршрут 92Н подовжується від Залізничного вокзалу «Південний» по Повітрофлотському проспекту до Аеропорту «Київ».

Окрім цього 22 серпня 2018 року вводиться новий нічний маршрут № 94 «площа Льва Толстого — проспект Леся Курбаса».

## Сьогодення київського тролейбуса

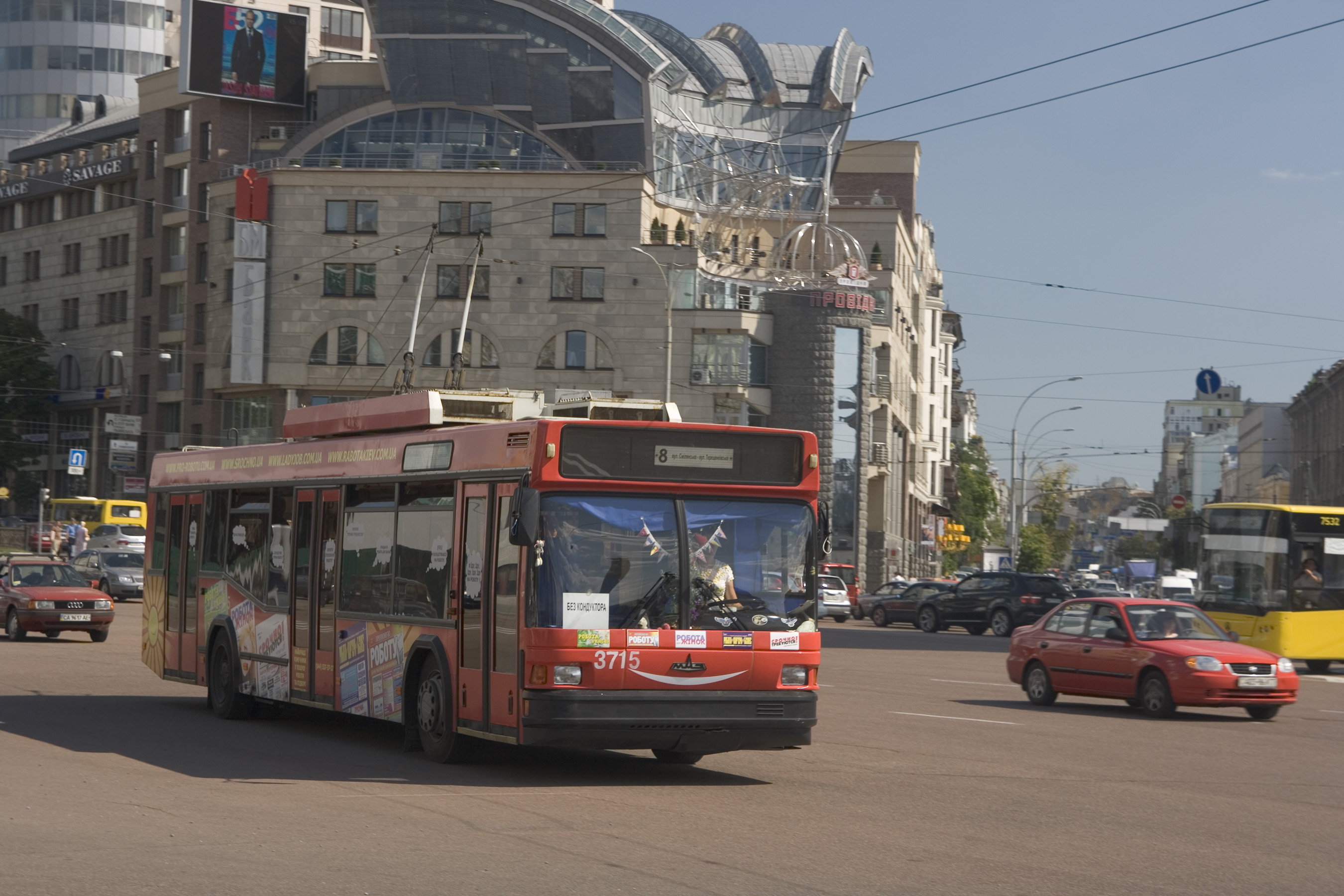
Тролейбус МАЗ-103Т 8-го маршруту на Галицькій площі, 2010 рік

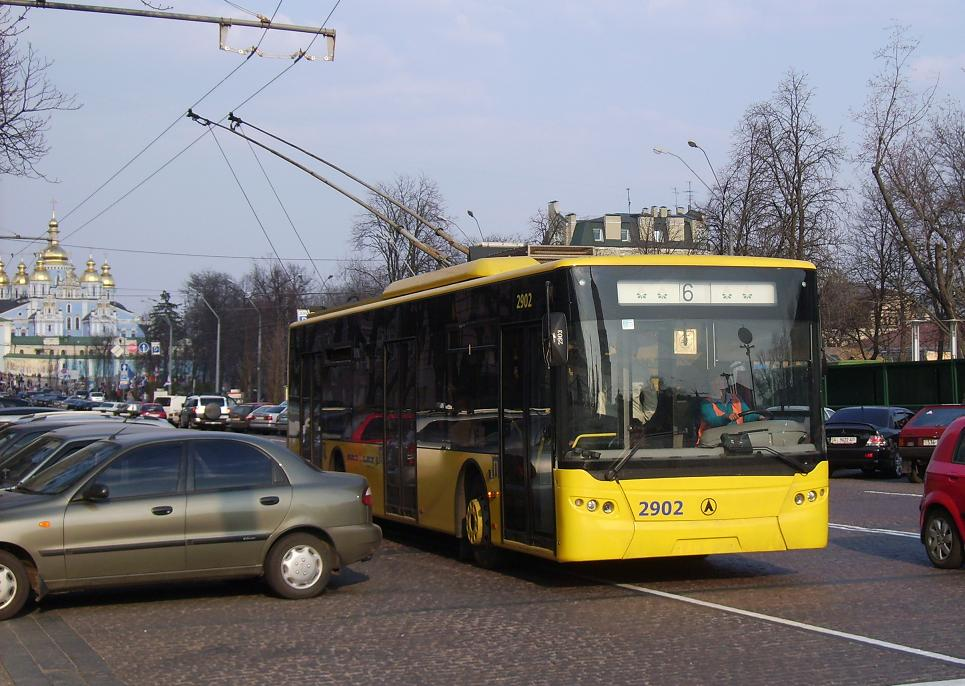
LAZ E183 № 2902 на маршруті № 6

Протягом 2005—2008 років відбулися деякі поліпшення — окрім появи ще ряду нових ліній — від Дарницької площі на масив Вигурівщина-Троєщина, до перенесеного в район масиву Теремки-2 тролейбусного депо № 1 та ряду ліній в центрі внаслідок реорганізації руху (на ряді вулиць було запроваджено однобічний рух), було розпочато закупівлі повністю низькопідлогових тролейбусів вітчизняного виробництва — Львівського та Луцького автобусного та Південного машинобудівного заводів. Найбільше було придбано тролейбусів Львівського виробництва — як зчленованих, так і одиночних — разом понад 150. Поряд зі списанням старих тролейбусів відбувається невеликий приріст тролейбусного парку.
Станом на серпень 2014 року парк київських тролейбусів налічує 533 рухомого складу, діє 44 маршрути, протяжність ліній становить близько 500 км.

### Російська-українська війна
Масовані ракетні удари російських окупантів у жовтні-листопаді 2022 року по українській енергетичній інфраструктурі спричинили ряд наслідків і у мережі міського електротранспорту Києва. З 2 листопада 2022 року у Києві тимчасово не працювали тролейбуси з метою заощадження електроенергії, а їх маршрути обслуговували автобуси.

## Перспективи
Розглядається можливість будівництва нової лінії вулицею Старонаводницькою та Кловським узвозом, замість знятої трамвайної. Є проекти відновлення тролейбусної лінії, що зв'язувала залізничний вокзал та Софійську площу.
У Генплані Києва передбачається будівництво ліній Дніпровською набережною, Русанівською набережною, проспектом Гагаріна (нині — проспект Леоніда Каденюка), Братиславською вулицею, проспектом Академіка Корольова.
2 листопада 2016 року КМДА ухвалила рішення про будівництво тролейбусної лінії від ж/м Троєщина до Севастопольської площі та реконструкції тролейбусної лінії від проспекту Романа Шухевича до станції метро «Дарниця» з організацією відокремленої лінії автобусного та тролейбусного руху.
Також планується подальше оновлення рухомого складу з максимально повною заміною на низькопідлогові тролейбуси.

## Оплата проїзду
В перші десятиліття існування тролейбусу в місті вартість проїзду була диференційованою залежно від відстані. В 1960-ті роки запровадили єдиний тариф, згодом — з 1960-х років, остаточно відмовилися від кондукторів і запровадили спеціальні каси для оплати проїзду, а згодом — встановили компостери.
У 1970—1980-ті роки вартість проїзду становила 4 копійки, згодом відбулося підвищення до 15 коп., потім — до 30 коп.
З 2000 року до 4 листопада 2008 року вартість проїзду становила 50 копійок. Після цього вартість проїзду становила 1 гривню 50 копійок. З 7 лютого 2015 року разова вартість проїзду становила 3 ₴, з 15 липня 2017 року — 4 ₴, а з 14 липня 2018 року вартість становить 8 ₴.
Квитки можна було придбати у спеціалізованих кіосках на зупинках, а також кіосках із пресою, розміщених біля зупинок, а також у кондуктора (слід враховувати, що частина тролейбусів (в денний час), а також практично усі (рано вранці і ввечері після 7-8 години вечора) працювали без кондуктора. Також квитки можна було придбати у водія під час зупинки. Квиток необхідно було одразу закомпостувати — без відмітки компостера квиток вважався недійсним. Штраф за безквитковий проїзд (незакомпостований квиток) становив 160 гривень.
З 14 липня 2021 року обіг паперових квитків у тролейбусах припиняється повністю, оплата проїзду здійснюється лише електронним квитком.

## Маршрути київських тролейбусів

### Сучасна маршрутна мережа
Станом на 17 лютого 2025 року діють такі маршрути:
| №   | Розклад | Кінцева А                                | Кінцева Б                                           | Маршрут | Примітки |
| --- | ------- | ---------------------------------------- | --------------------------------------------------- | --- | --- |
| 1   |         | Станція метро «Либідська»                | Вул. Галини Севрук                                  | бульв. Миколи Міхновського — просп. Науки | |
| 3   |         | Станція метро «Палац спорту»             | Залізничний масив                                   | вул. Еспланадна — вул. Саксаганського — вул. Гетьмана Павла Скоропадського — вул. Митрополита Василя Липківського — вул. Солом'янська — вул. Романа Ратушного | |
| 4   |         | Проспект Свободи                         | Станція метро «Площа Українських Героїв»            | вул. Гетьмана Павла Скоропадського — вул. Володимирська — бул. Тараса Шевченка — просп. Берестейський — вул. Данила Щербаківського — вул. Івана Виговського — просп. Європейського Союзу — вул. Василя Порика — просп. Свободи | |
| 5   |         | Станція метро «Площа Українських Героїв» | Вул. Білицька                                       | вул. Гетьмана Павла Скоропадського — вул. Володимирська — бульв. Тараса Шевченка — просп. Берестейський — вул. Данила Щербаківського — вул. Івана Виговського — вул. Сирецька | |
| 6   |         | Майдан Незалежності                      | Мінський масив                                      | Мала Житомирська вул. — Володимирський проїзд — вул. Володимирська — вул. Велика Житомирська — вул. Січових Стрільців — вул. Юрія Іллєнка — вул. Герцена — вул. Овруцька — Подільський узвіз — вул. Кирилівська — вул. Вишгородська — вул. Полярна — просп. Маршала Роккосовського | |
| 7   |         | Станція метро «Площа Українських Героїв» | Вул. Чорнобильська                                  | вул. Гетьмана Павла Скоропадського — вул. Володимирська — бульв. Тараса Шевченка — просп. Берестейський — вул. Чорнобильська — вул. Ірпінська | |
| 8   |         | Станція метро «Площа Українських Героїв» | Вул. Смілянська                                     | вул. Гетьмана Павла Скоропадського — вул. Володимирська — бульв. Тараса Шевченка — просп. Берестейський — просп. Повітряних Сил — вул. Святослава Хороброго | |
| 9   |         | Станція метро «Палац спорту»             | Міжнародний аеропорт «Київ»                         | вул. Еспланадна — вул. Саксаганського — вул. Гетьмана Павла Скоропадського — Січеславська вул. — вул. Івана Огієнка — просп. Повітряних Сил | Не відновив роботу після припинення курсування тролейбусу, що було зумовлене повномасштабним вторгненням Росії. Проте працює скорочений маршрут.                                          |
| 9К  |         | Станція метро «Палац спорту»             | Вулиця Кадетський Гай                               | вул. Еспланадна — вул. Саксаганського — вул. Гетьмана Павла Скоропадського — вул. Митрополита Василя Липківського — Січеславська вул. — вул. Івана Огієнка — просп. Повітряних Сил\|просп. Повітрофлотський — вул. Святослава Хороброго — вул. Федора Ернста — вул. Івана Пулюя | Маршрут з'явився після повномасштабного вторгнення Росії як скорочений маршурут тролейбуса 9, який ще не відновив роботу.                                                                 |
| 11  |         | Вул. Галини Севрук                       | Музей народної архітектури й побуту України         | просп. Науки — Голосіївський просп. — просп. Академіка Глушкова — вул. Академіка Заболотного | |
| 12  |         | Залізничний вокзал «Центральний»         | Станція метро «Васильківська»                       | вул. Симона Петлюри — вул. Жилянська — вул. Антоновича — бульвар Миколи Міхновського — Голосіївський просп. — просп. Академіка Глушкова — вул. Василя Касіяна — вул. Героїв Маріуполя — вул. Степана Рудницького — вул. Михайла Максимовича — вул. Академіка Книшова — вул. Козацька — вул. Сумська | Із заїздом на вул. Саперно-Слобідську і фабрику «Рошен» (у напрямку Залізничного вокзалу)                                                                                                 |
| 14  |         | Залізничний вокзал «Центральний»         | Ботанічний сад НАН України                          | вул. Симона Петлюри — вул. Жилянська — вул. Шота Руставелі — вул. Басейна — бульв. Лесі Українки — вул. Бастіонна | Неможлива експлуатація довгих машин через розворот на вулиці Бастіонній |
| 15  |         | Станція метро «Палац спорту»             | Станція метро «Видубичі»                            | вул. Еспланадна — вул. Рогнідинська — вул. Шота Руставелі — вул. Басейна — бульв. Лесі Українки — вул. Михайла Бойчука — Залізничне шосе | |
| 16  |         | Майдан Незалежності                      | Вул. Мрії                                           | Мала Житомирська вул. — Володимирський проїзд — вул. Володимирська — вул. Велика Житомирська — вул. Січових Стрільців — вул. Юрія Іллєнка — вул. Щусєва — вул. Стеценка — площа Валерія Марченка — вул. Стеценка | |
| 17  |         | Станція метро «Площа Українських Героїв» | Площа Космонавтів                                   | вул. Гетьмана Павла Скоропадського — вул. Володимирська — бульв. Тараса Шевченка — просп. Берестейський — просп. Повітряних Сил — вул. Авіаконструктора Антонова | |
| 18  |         | Майдан Незалежності                      | Вул. Сошенка                                        | Мала Житомирська вул. — Володимирський проїзд — вул. Володимирська — вул. Велика Житомирська — вул. Січових Стрільців — вул. Юрія Іллєнка — вул. Герцена — вул. Овруцька — Подільський узвіз — вул. Кирилівська — вул. Вишгородська | |
| 19  |         | Вул. Ольжича                             | Площа Космонавтів                                   | вул. Олени Теліги — вул. Ризька — вул. Дорогожицька — вул. Юрія Іллєнка — вул. Січових Стрільців — вул. В'ячеслава Чорновола — просп. Повітряних Сил — вул. Авіаконструктора Антонова | |
| 22  |         | Вул. Ольжича                             | Міжнародний аеропорт «Київ»                         | вул. Олени Теліги — вул. Олександра Довженка — вул. Вадима Гетьмана — Чоколівський бульвар — просп. Повітряних Сил | Не відновив роботу після припинення курсування тролейбусу, що було зумовлене повномасштабним вторгненням Росії. Проте працює скорочений маршрут.                                          |
| 22К |         | Вул. Ольжича                             | Вулиця Кадетський Гай                               | вул. Олени Теліги — вул. Олександра Довженка — вул. Вадима Гетьмана — Чоколівський бульвар — вул. Святослава Хороброго — вул. Смілянська —вул. Святослава Хороброго — вул. Федора Ернста — вул. Івана Пулюя | Маршрут з'явився після повномасштабного вторгнення Росії як скорочений маршурут тролейбуса 22, який ще не відновив роботу.                                                                |
| 23  |         | Вул. Мрії                                | Лук'янівська площа                                  | вул. Ігоря Турчина — вул. Стеценка — вул. Щусєва — вул. Максима Берлинського — вул. Ризька — вул. Дорогожицька — вул. Юрія Іллєнка — вул. Деревлянська — вул. Білоруська | |
| 24  |         | Вул. Північна                            | Проспект Свободи                                    | просп. Володимира Івасюка — вул. Левка Лук'яненка — вул. Лугова — просп. Європейського Союзу — просп. Свободи | |
| 25  |         | Станція метро «Почайна»                  | Проспект Свободи                                    | Оболонський просп. — просп. Степана Бандери — вул. Кирилівська — вул. Мостицька — вул. Наталії Ужвій — просп. Свободи | |
| 26  |         | Проспект Свободи                         | Станція метро «Нивки»                               | просп. Свободи — вул. Василя Порика — просп. Європейського Союзу — вул. Івана Виговського — вул. Данила Щербаківського | |
| 27  |         | Станція метро «Почайна»                  | Станція Київ-Волинський                             | Оболонський просп. — просп. Степана Бандери — вул. Олени Теліги — вул. Олександра Довженка — вул. Вадима Гетьмана — вул. Миколи Голего — Відрадний просп. — вул. Пост-Волинська | |
| 28  |         | Проспект Свободи                         | Станція метро «Лук'янівська»                        | просп. Свободи — вул. Наталії Ужвій — вул. Мостицька — вул. Вишгородська — вул. Кирилівська — Подільський узвіз — вул. Овруцька — вул. Юрія Іллєнка | |
| 29  |         | Станція Куренівка                        | Дарницька пл.                                       | просп. Степана Бандери — Оболонський просп. — Станція метро «Почайна» — Оболонський просп. — просп. Степана Бандери — Північний міст — просп. Романа Шухевича — просп. Воскресенський — просп. Георгія Нарбута — вул. Будівельників (назад — просп. Миру) | Тимчасово не працює через ремонт шляхопроводу над станцією метро «Дарниця». Проте працює тимчасовий скорочений маршрут № 29к.                                                             |
| 29К |         | Станція Куренівка                        | Станція метро «Дарниця»                             | просп. Степана Бандери — Оболонський просп. — Станція метро «Почайна» — Оболонський просп. — просп. Степана Бандери — Північний міст — просп. Романа Шухевича — просп. Воскресенський — просп. Георгія Нарбута — вул. Андрія Малишка | Тимчасовий маршрут на час ремонту шляхопроводу над станцією метро «Дарниця». |
| 30  |         | Вул. Милославська                        | Кадетський гай                                      | просп. Червоної Калини — просп. Романа Шухевича — Північний міст — просп. Степана Бандери — вул. Олени Теліги — вул. Олександра Довженка — вул. Вадима Гетьмана — Чоколівський бульвар — вул. Святослава Хороброго — вул. Федора Ернста — вул. Івана Пулюя | |
| 31  |         | Станція метро «Лук'янівська»             | Вул. Милославська                                   | Лук'янівська пл. — вул. Білоруська — вул. Деревлянська — вул. Юрія Іллєнка — вул. Дорогожицька — вул. Олени Теліги — просп. Степана Бандери — Північний міст — просп. Романа Шухевича — просп. Червоної Калини — вул. Олександри Екстер — вул. Радунська У напрямку Вул. Милославська до Станція метро «Лук'янівська» після вул. Олени Теліги їде вулицями: вул. Ризька — вул. Дорогожицька — вул. Юрія Іллєнка — Лук'янівська пл. | |
| 32  |         | Вул. Північна                            | Вул. Сошенка                                        | вул. Героїв Дніпра — вул. Зої Гайдай — вул. Полярна | |
| 33  |         | Залізничний вокзал «Південний»           | Мінський масив                                      | Січеславська вул. — вул. Івана Огієнка — просп. Повітряних Сил — вул. В'ячеслва Чорновола — вул. Січових Стрільців — вул. Юрія Іллєнка — вул. Овруцька — Подільський узвіз — вул. Кирилівська — вул. Вишгородська — вул. Полярна — просп. Маршала Рокоссовського | |
| 34  |         | Станція метро «Почайна»                  | Вул. Північна                                       | просп. Степана Бандери — просп. Володимира Івасюка — вул. Левка Лук'яненка — просп. Володимира Івасюка | Із заїздом на станцію метро «Мінська»; у напрямку станції метро «Почайна» через станцію Куренівка.                                                                                        |
| 35  |         | Просп. Свободи                           | Вул. Кадетський гай                                 | просп. Свободи — вул. Василя Порика — просп. Європейського Союзу — вул. Івана Виговського — вул. Івана Виговського — вул. Стеценка — вул. Щусєва — вул. Юрія Іллєнка — вул. Січових Стрільців — вул. В'ячеслава Чорновола — просп. Повітряних Сил — вул. Святослава Хороброго — вул. Смілянська —вул. Святослава Хороброго — вул. Федора Ернста — вул. Івана Пулюя                                                                 | |
| 36  |         | вул. Північна                            | Вул. Чорнобильська                                  | просп. Володимира Івасюка — вул. Левка Лук'яненка — вул. Лугова — вул. Ярослава Івашкевича — просп. Європейського Союзу — вул. Івана Виговського — вул. Данила Щербаківського — просп. Берестейський;— вул. Чорнобильська — вул. Ірпінська | Маршрут тимчасово не працює через будівництво метро на Виноградар на ділянці від проспекту Василя Поприка до проспекту Свободи. Замість нього курсує тимчасовий автобусний маршрут №36тр. |
| 37  |         | Вул. Милославська                        | Станція метро «Лісова»                              | вул. Радунська — вул. Рональда Рейгана — вул. Братиславська — Лісовий просп. — вул. Кубанської України — вул. Кіото | |
| 37А |         | Вул. Миколи Закревського. Поліклініка    | Станція метро «Лісова»                              | вул. Олександри Екстер — вул. Лісківська — вул. Радунська — вул. Рональда Рейгана — вул. Братиславська — Лісовий просп. — вул. Мілютенка — вул. Кіото | |
| 38  |         | Станція метро «Видубичі»                 | Музей історії України у Другій світовій війні       | Залізничне шосе — вул. Михайла Бойчука — бульв. Лесі Українки — вул. Генерала Алмазова — вул. Князів Острозьких — вул. Івана Мазепи — вул. Лаврська | |
| 39  |         | Вул. Чорнобильська                       | Проспект Леся Курбаса                               | вул. Ірпінська — вул. Чорнобильська — вул. Академіка Єфремова — просп. Академіка Палладіна — Кільцева дорога | |
| 40  |         | Вулиця Кадетський Гай                    | Станція метро «Палац спорту»                        | вул. Івана Пулюя — вул. Федора Ернста — вул. Святослава Хороброго — просп. Повітряних Сил — вул. Солом'янська — вул. Протасів Яр — вул. Івана Федорова — вул. Велика Васильківська — вул. Жилянська — вул. Шота Руставелі — вул. Рогнідинська — вул. Еспланадна | |
| 40К |         | Вулиця Кадетський Гай                    | Вул. Жилянська                                      | вул. Івана Пулюя — вул. Федора Ернста — вул. Святослава Хороброго — просп. Повітряних Сил — вул. Солом'янська — вул. Протасів Яр — вул. Івана Федорова — вул. Велика Васильківська — вул. Жилянська — вул. Шота Руставелі — вул. Саксаганського — вул. Антоновича | Працює лише у робочі дні в години-пік. |
| 41  |         | Станція метро «Святошин»                 | Вул. Тулузи                                         | вул. Святошинська — вул. Жмеринська — вул. Героїв Космосу — вул. Якуба Коласа — бульв. Жуля Верна — просп. Леся Курбаса — Кільцева дорога | |
| 42  |         | Станція метро «Либідська»                | Вул. Ольжича                                        | бульвар Миколи Міхновського — просп. Валерія Лобановського — Чоколівський бульвар — вул. Вадима Гетьмана — вул. Олександра Довженка — вул. Олени Теліги | |
| 43  |         | Кібернетичний центр                      | Дарницька площа                                     | просп. Академіка Глушкова — Голосіївський просп. — бульвар Миколи Міхновського — Міст Патона — просп. Соборності | Курсує із заїздом на станцію метро «Либідська». |
| 43К |         | Станція метро «Либідська»                | Вул. Будівельників                                  | бульвар Миколи Міхновського — Міст Патона — просп. Соборності — просп. Миру — вул. Будівельників | Тимчасовий маршрут на час ремонту шляхопроводу над станцією метро «Дарниця». |
| 44  |         | Вул. Північна                            | Просп. Степана Бандери                              | вул. Героїв Дніпра — вул. Зої Гайдай — вул. Левка Лук'яненка — вул. Героїв полку «Азов» — вул. Йорданська — вул. Олександра Архипенка — просп. Володимира Івасюка | |
| 45  |         | Станція метро «Виставковий центр»        | Станція метро «Васильківська»                       | Просп. Академіка Глушкова — вул. Василя Касіяна — вул. Героїв Маріуполя — вул. Степана Рудницького — вул. Михайла Максимовича — вул. Академіка Книшова — вул. Козацька — вул. Сумська | |
| 47  |         | Станція метро «Мінська»                  | вул. Милославська                                   | вул. Левка Лук'яненка — просп. Володимира Івасюка — Північний міст — просп. Романа Шухевича — просп. Червоної Калини | |
| 50  |         | Вул. Милославська                        | Станція метро «Либідська»                           | просп. Червоної Калини — просп. Воскресенський — просп. Георгія Нарбута — вул. Будівельників (назад: просп. Миру) — просп. Соборності — Міст Патона — бульвар Миколи Міхновського | Тимчасово не працює через ремонт шляхопроводу над станцією метро «Дарниця». |
| 50К |         | Вул. Милославська                        | Площа Дарницька (тимчасово Станція метро «Дарниця») | просп. Червоної Калини — просп. Воскресенський — просп. Георгія Нарбута — вул. Андрія Малишка | Маршрут тимчасово скорочено через ремонт шляхопроводу над станцією метро «Дарниця». |

#### Нічні маршрути
З 30 грудня 2016 року з метою забезпечення транспортного обслуговування пасажирів у нічні години з 23:00 до 06:00 ранку були введені три нічних тролейбусних маршрути.
| Номер | Розклад | Кінцеві                          | Кінцеві               | Маршрут | Прим.                                                |
| ----- | ------- | -------------------------------- | --------------------- | --- | ---------------------------------------------------- |
| 91Н   |         | Залізничний вокзал «Центральний» | Вул. Милославська     | вул. Симона Петлюри — вул. Жилянська — вул. Антоновича — бульвар Миколи Міхновського — міст Патона — просп. Соборності — просп. Миру (назад: вул. Будівельників) — вул. Будівельників — просп. Георгія Нарбута — просп. Воскресенський — просп. Червоної Калини — вул. Олександри Екстер — вул. Радунська                                                       | Тролейбус не працює через дію комендантської години. |
| 92Н   |         | Міжнародний аеропорт «Київ»      | Проспект Свободи      | просп. Повітряних Сил — Севастопольська площа — просп. Повітряних Сил — вул. Івана Огієнка — вул. Георгія Кірпи — Залізничний вокзал Південний — Січеславська вул. — вул. Івана Огієнка — просп. Повітряних Сил — просп. Берестейський — вул. Данила Щербаківського — вул. Івана Виговського — просп. Європейського Союзу — вул. Василя Порика — просп. Свободи | Тролейбус не працює через дію комендантської години. |
| 93Н   |         | Площа Льва Толстого              | Вул. Чорнобильська    | вул. Гетьмана Павла Скоропадського — вул. Володимирська — бульв. Тараса Шевченка — просп. Берестейський — просп. Академіка Палладіна — вул. Академіка Єфремова — вул. Чорнобильська — вул. Ірпінська | Тролейбус не працює через дію комендантської години. |
| 94Н   |         | Площа Льва Толстого              | Проспект Леся Курбаса | вул. Гетьмана Павла Скоропадського — вул. Володимирська — бульв. Тараса Шевченка — просп. Берестейський — Кільцева Дорога | Тролейбус не працює через дію комендантської години. |

### Скасовані та історичні маршрути
| Номер | Кінцева А                                                              | Кінцева Б                                                 | Примітки |
| ----- | ---------------------------------------------------------------------- | --------------------------------------------------------- | --- |
| 1К    | Станція метро «Либідська»                                              | Вул. Павла Грабовського (первісно — до вул. Маршальської) | Діяв протягом 1985—1993 (перший варіант) та 2004—2009 років. |
| 2     | Залізничний вокзал                                                     | Софійська площа                                           | Діяв протягом 1964—1998 років |
| 2     | Станція метро «Либідська»                                              | Кібцентр                                                  | Тимчасово скасований з 15.12.2010 року, у зв'язку із продовженням Оболонсько-Теремківської лінії та відповідною зміною маршрутів, потім відновлено, але лише до станції метро «Виставковий центр».                        |
| 2     | Вул. Юрія Смолича                                                      | Кібцентр                                                  | Тимчасово не працює. На шляху від Кібцентру до вул. Юрія Смолича виконує заїзд до станції метро «Виставковий центр» через відсутність повороту на вул. Касіяна.                                                           |
| 3     | Проспект Свободи                                                       | Вул. Чорнобильська                                        | Діяв протягом 1988—2001 років, в 2001—2002 роках — № 31. |
| 4     | Площа Калініна                                                         | Кабельний завод (Мотозавод)                               | Діяв протягом 1950—1973 років. |
| 4     | Станція метро «Либідська»                                              | Вул. Юрія Смолича                                         | Скасований з 15.12.2010 року у зв'язку із продовженням Оболонсько-Теремківської лінії та відповідною зміною маршрутів. |
| 6     | Станція метро «Лук'янівська»                                           | Вул. Сошенка                                              | Офіційно закритий 20.02.2009 року Відтоді виконувався як скорочений рейс маршруту № 18. |
| 7к    | Станція метро «Нивки»                                                  | Вул. Чорнобильська                                        | Виконувався як скорочений рейс маршруту № 7 для підвозу людей до метро (станції "Святошин" і "Нивки") з 5:40 по 22:59. Закритий після запуску станцій метро "Житомирська" та "Академмістечко".                            |
| 9     | Залізничний вокзал «Південний»                                         | Міжнародний аеропорт «Київ»                               | Працював з 1952 року, з 2001 року курсував повз Південний вокзал. Скасований на період новорічних та Різдвяних свят 2008—2009 року, поновлений в лютому, але незабаром знову скасований. Нині курсує за схожим маршрутом. |
| 10    | Залізничний вокзал (в останнє десятиріччя — станція метро «Либідська») | Міст імені Патона                                         | Діяв протягом 1951—2004 років, скасований і відкритий в подовженому вигляді під номером № 43. |
| 10    | Вул. Милославська                                                      | Поліклініка                                               | Діяв протягом 2005—2009 років. |
| 11к   | Державний музей народної архітектури і побуту України                  | ст.м. «Васильківська»                                     | Діяв 25—28.06.2011 року під час реконструкції Голосіївської площі. |
| 13    | Європейська площа                                                      | Міст імені Патона                                         | Діяв протягом 1960—1992 років. |
| 15    | Бессарабка                                                             | Дослідний завод (Залізничне шосе)                         | Діяв протягом 1966—2004 років, частково замінений маршрутом № 38. Відновлений за схожим маршрутом. |
| 19Д   | Вулиця Кадетський Гай                                                  | вул. Юрія Іллєнка                                         | Діяв протягом 2017-2022. Спершу маршрут було припинено через повномасштабне вторгнення, а потім не було відновлено через включення до складу подовженого маршруту № 35.                                                   |
| 20    | Площа Льва Толстого                                                    | Києво-Печерська Лавра                                     | Діяв протягом 1960—2001 років. |
| 21    | Вул. Дегтярівська                                                      | Вулиця Кадетський Гай                                     | Із листопада 2016 року включений до складу подовженого маршруту № 30. |
| 21    | Вул. Ольжича                                                           | ДБК-3                                                     | Діяв протягом 1967—1991 років. Первісно курсував до Медмістечка. |
| 23к   | Вул. Академіка Туполєва                                                | Станція метро «Дорогожичі»                                | |
| 24    | Наводницька площа                                                      | ВДНГ                                                      | Діяв протягом 1972—1992 років. |
| 25    | Лук'янівська площа                                                     | Вул. Дем'яна Бєдного                                      | Діяв протягом 1970—1987 років. |
| 27    | Станція метро «Почайна»                                                | Станція Київ-Волинський                                   | Працює за тим же маршрутом. |
| 27к   | Індустріальний шляхопровід                                             | Станція метро «Почайна»                                   | Раніше — № 13. |
| 27к   | Вул. Борщагівська                                                      | залізнична станція Київ-Волинський                        | Раніше — маршрут № 27А з кінцевою ДБК-3. |
| 28    | Станція метро «Лук'янівська»                                           | Проспект Свободи                                          | Діяв протягом 1982—2004 років. |
| 28    | Залізнична платформа Зеніт                                             | Станція швидкісного трамвая «Ватутіна»                    | Маршрут прискореного руху. Закритий з 18 жовтня 2013 року. |
| 31    | Станція швидкісного трамваю «Індустріальна»                            | Вул. Олександра Сабурова                                  | Діяв з січня 1986 року до січня 1992 року. |
| 33    | Станція метро «Дорогожичі»                                             | Вул. Валентина Сєрова                                     | Діяв протягом 2000—2004 років. |
| 35    | Вул. Ярослава Івашкевича                                               | Станція метро «Дорогожичі»                                | Діяв протягом 2000-2022. Курсування було припинено після повномасштабного вторгнення, але з жовтня 2022 було відновлено за іншим маршрутом, що включає до себе подовжений маршрут № 19Д.                                  |
| 36    | Вул. Ярослава Івашкевича                                               | Станція метро «Нивки»                                     | Діяв протягом 2000—2009 років. З 2022 було подовжено маршрут і нині курсує за подовженим маршрутом. |
| 42к   | Станція метро «Либідська»                                              | Індустріальний шляхопровід                                | Діяв кілька днів у 2008 році під час закриття руху Шулявським мостом. |
| 43а   | Станція метро «Либідська»                                              | Дарницька площа                                           | Діяв з 08.02.25 до 10.02.25 після закриття шляхопроводу над станцією метро «Дарниця», пізніше подовжений до вул. Будівельників як маршрут 43к. Але зараз іноді курсують окремі рейси на цьому маршруті.                   |
| 43в   | Кібцентр                                                               | ст.м. «Васильківська»                                     | Діяв 25—28.06.2011 року під час реконструкції Голосіївської площі. |
| 43к   | Дарницька площа                                                        | Станція метро «Либідська»                                 | Діяв 25—28.06.2011 року під час реконструкції Голосіївської площі. |
| 43к   | Кібернетичний центр                                                    | Станція метро «Либідська»                                 | Діяв з 08.12.23 до 12.09.24 під час відновлювальних робіт на перегоні між станціями «Либідська» та «Деміївська». |
| 46    | Вул. Милославська                                                      | Дарницька площа                                           | З 8.10.2014 року номер маршруту змінено на № 50 аби уникнути дублювання з автобусним маршрутом № 46, з трасою якого збігається на окремих ділянках                                                                        |
| 46    | Голосіївський парк                                                     | вул. Маршальська                                          | Відкрито 30.09.2015 року. Закритий з 20.12.2016 року через подовження маршруту № 11 до вулиці Маршальської. |
| 46К   | Вул. Милославська                                                      | Станція метро «Дарниця»                                   | З 08.10.2014 року номер маршруту змінено на № 50к аби уникнути дублювання з автобусним маршрутом № 46, з трасою якого збігається на окремих ділянках                                                                      |

## Рухомий склад

### Сучасний
Станом на 13 червня 2025 року у місті налічується 289 пасажирських тролейбусів, з яких 259 — у робочому стані. Також у місті наявно 11 службових та 15 музейних машин.
| Модель        | Фото | Кількість | Кількість        | Експлуатується з |  |
| Модель        | Фото | Всього    | В робочому стані | Експлуатується з |  |
| ------------- | ---- | --------- | ---------------- | ---------------- |  |
| Богдан Т90110 |      | 105       | 95               | 2012             |  |
| Богдан Т70110 |      | 93        | 84               | 2011             |  |
| Богдан Т90117 |      | 37        | 36               | 2018             |  |
| ЛАЗ E301D1    |      | 28        | 22               | 2006             |  |
| Богдан Т70117 |      | 21        | 20               | 2017             |  |
| ЛАЗ Е183D1    |      | 4         | 1                | 2006             |  |
| ЛАЗ Е301А1    |      | 1         | 1                | 2013             |  |

### Історичний
| Модель        | Фото | Роки виробництва | Кількість за всю історію | Період експлуатації  |
| ------------- | ---- | ---------------- | ------------------------ | -------------------- |
| ЛК-5          |      | 1935—1936        | 7                        | 1935—1941            |
| ЯТБ-1         |      | 1936—1937        | 14                       | 1937—1949            |
| ЯТБ-2         |      | 1937—1938        | 6                        | 1937—1949            |
| ЯТБ-4         |      | 1938—1940        | 20                       | 1939—1947            |
| MAN           |      | 1938             | 4                        | 1945—1947            |
| МТБ-82        |      | 1946—1961        | 280                      | 1947—1974            |
| ТБЭ-С         | фото | 1955—1964        | 21                       | 1957—1969            |
| Київ-2        |      | 1960—1968        | 98                       | 1960—1969            |
| Київ-4        | фото | 1963—1969        | 11                       | 1965—1969            |
| Київ-6        |      | 1968—1973        | 2                        | 1968—1974            |
| ЗіУ-5         |      | 1959—1972        | 60                       | 1965—1970            |
| Škoda 8Tr     |      | 1956—1961        | 22                       | 1960—1972            |
| Škoda 9Tr     |      | 1961—1982        | 1220                     | 1962—1996            |
| Škoda 14Tr    |      | 1983—1989        | 354                      | 1983—2013            |
| DAC E217      |      | 1986—1990        | 260                      | 1986—2007            |
| Škoda 15Tr    |      | 1990—1991        | 46                       | 1990—2013            |
| Київ-11       | фото | 1991             | 5                        | 1991—1994            |
| Київ-11у      | фото | 1991—1993        | 26                       | 1992—1996            |
| ЮМЗ Т1        |      | 1993—1996        | 56                       | 1993—2010            |
| ЮМЗ Т2        |      | 1995—2004        | 93                       | 1996—2018            |
| Škoda 14TrM   | фото | 1996             | 4                        | 1996—2012            |
| Київ-12       | фото | 1993             | 1                        | 1996—2003            |
| Київ-12.01    | фото | 1995             | 1                        | 1995—2013            |
| Київ-12.03    |      | 1996—2005        | 90                       | 1996—2023            |
| Київ-12.04    |      | 1999             | 1                        | 1999—2017, 2019—2021 |
| МАЗ 103Т      |      | 2003—2005        | 59                       | 2003—2021            |
| ЮМЗ Е186      |      | 2005—2006        | 7                        | 2006—2015            |
| Богдан Е231   |      | 2007—2008        | 3                        | 2007—2015            |
| МАЗ-ЕТОН-103Т |      | 2008             | 8                        | 2008—2022            |

## Тролейбусні депо
- Тролейбусне депо № 1:
  - Адреса: вул. Михайла Максимовича, 32 (у період з 1935 по 2008 роки депо розміщувалося на вул. Велика Васильківська, 137—139);
  - Відкрито: 1935 року;
  - Маршрути: 1, 11, 12, 14, 15, 38, 43, 43к, 45, 50, 91Н;
- Тролейбусне депо № 2:
  - Адреса: вул. Олександра Довженка, 7;
  - Відкрито: 1961 року;
  - Маршрути: 4, 5, 6, 7, 16, 18, 23, 25, 26, 28, 33, 39, 41, 42, 93Н, 94Н;
- Тролейбусне депо № 3:
  - Адреса: вул. Святослава Хороброго, 14;
  - Відкрито: 1968 року;
  - Маршрути: 3, 8, 9к, 17, 19, 22к, 27, 35, 40, 40к, 42, 92Н;
- Куренівське тролейбусне депо (№ 4):
  - Адреса: вул. Сирецька, 25;
  - Відкрито: 1984 року;
  - Маршрути: 24, 29, 30, 31, 32, 34, 36, 37, 37а, 44, 47, 50, 50к, 91Н.

Курсивом виділені маршрути, що обслуговується лише частково тим чи іншим депо.

## Музей тролейбусного талона у Києві
2011 року відкритий єдиний у світі Музей тролейбусного талона. Метою відкриття було показати усе розмаїття проїзних документів. Відвідувачі можуть побачити талони різної форми і номіналу — на громадський транспорт і маршрутні таксі, сучасного та радянського зразка, в експозиції експонати з Росії, Білорусі, Польщі, Словаччини, Франції, Німеччини та інших країн. Наразі експонатів у приватному музеї кілька сотень, але колекція увесь час поповнюється. Деякі з них навіть привезли з інших материків. Проте гордістю колекції є унікальний талончик, якому понад 50 років.
Музей тролейбусного талона у Києві повністю витриманий у стилі закладу. За своє коротке існування він уже встиг зібрати значну колекцію, яка незабаром, можливо, виросте до розмірів виставки. Усі талони підписані тими, хто їх приніс, та зберігаються під склом. До речі, кожен має можливість зробити внесок у музейний фонд, єдина умова — такого квитка не має бути в експозиції. Того, хто принесе оригінальний експонат, пригощають безкоштовним кухлем пива.
Музей тролейбусного талона розташований у приміщенні пабу «Тролейбус» на вулиці Прорізній, 21, неподалік від Золотих воріт.

## Цікаві факти
- Найдовший маршрут тролейбусу у Києві - це тролейбусний маршрут №30, який їде від вулиці Милославська до вулиці Кадетський гай.